# AXA Tower
L'AXA Tower, anciennement connue sous le nom de Temasek Tower, également appelé 8 Shenton Way, était un gratte-ciel de bureaux situé à Singapour.
L'ambassade de Belgique à Singapour était située au 14e étage.
Cet édifice fut la plus haute tour cylindrique du Monde.
En 2023, il est devenu le plus haut bâtiment démoli volontairement par l'homme, pour faire place à la construction des Skywaters Residences.